# Angelika Noack
Angelika Noack (n. 20 octombrie 1952, Angermünde, Brandenburg, Germania) este o canotoare ce a reprezentat Republica Democrată Germană, medaliată olimpică. A participat la 2 ediții ale Jocurilor Olimpice (1976, 1980) în care a câștigat o medalie de aur și o medalie de argint.